# 西戈壁镇
西戈壁镇，是中华人民共和国新疆维吾尔自治区塔城地区沙湾市下辖的一个乡镇级行政单位。

## 行政区划
西戈壁镇下辖以下地区：
白土崖子村、十三户村、白滩村、夹槽子村、曾家庄村、罗家庄村、庙台子村、白碱台子村、西戈壁村、北山村、金河畔村、小分地村、五道沟村、上八家户村、二层台子村、西河沿村、东山村、小平原村和独山村。